# Gara Costești
Gara Costești este o stație de cale ferată care deservește orașul Costești, județul Argeș, România.